# Parantica funeralis
Parantica funeralis är en fjärilsart som beskrevs av Butler 1884. Parantica funeralis ingår i släktet Parantica och familjen praktfjärilar. Inga underarter finns listade i Catalogue of Life.